# Worf
Worf (klingonul Wo’rlv) a Star Trek: Az új nemzedék és a ráépülő filmek, valamint a Star Trek: Deep Space Nine című tudományos-fantasztikus televíziós sorozatok szereplője, nevezetesen egy klingon származású tiszt a Csillagflotta szolgálatában. Az első állandó klingon szereplőként több részben tűnik fel, mint bármilyen más klingon karakter. Worf szerepét Michael Dorn játssza; ugyanő alakította Worf nagyapját is a Star Trek VI: A nem ismert tartomány című filmben.

## Bibliográfia
|  | Alább a cselekmény részletei következnek! |

Worf Mogh fia. Amikor Worf kisgyermek volt, a szüleit a romulánok ölik meg, a Kithomer előörs elleni támadás során. Csupán dajkája, Khalest, és testvére Kurn (aki nem tartózkodott a bolygón a támadás idjén) élték túl a csapást. Worfot egy ember házaspár, Sergey és Helena Rozhenko adoptálta, akik Minszk városában, és egy kis kolónián a Gault bolygón nevelték fel. Worf nem vette fel Rozhenkóék vezetéknevét, hanem helyette előnyben részesítette, ha eredeti nevén, Worf, Mogh fiának szólították.
Ez idő tájt történt a Gaulon, hogy a 13 éves Worf az iskolai focicsapat kapitányaként a bajnokság alatt egy véletlen baleset során megölte Mikel nevű társát, amikor együtt vetődtek a levegőbe a labdáért (Worf homlokával ütközött, és kitört a fiú nyaka). Mint ahogy az később kiderül, amikor is gyerekkori társának, és későbbi feleségének, Jadzia Daxnak elmeséli, az eset bekövetkeztéig magát tartotta a legerősebb és legbátrabb lénynek a galaxisban, de rá kellett döbbennie, hogy toleránsnak és visszafogottnak kell lennie az emberekkel szemben.
Worf volt az első, aki átesett a még nem tesztelt "genotronicus replikátoros" műtéten. Egy raktárban történt baleset következtében Worf gerincvelője elszakadt, s a normális 24. századi műtétekkel nem lehetett volna a sérülést meggyógyítani. Worf inkább vállalta az eddig még nem tesztelt, kockázatos műtétet, mintsem hogy örökre mozgásképtelen legyen. Így hát dr. Toby Russel és dr. Crusher az új technológia segítségével replikáltak Worfnak egy új gerincvelőt. A műtét során komplikációk léptek fel, Worf majdnem életét vesztette, de végül a klingonok sajátságos anatómiájának, és regenerációs képességeinek hála teljesen felgyógyult.
Az egyik díszjelvény, amit Worf állandóan magán hord, a Mogh ház jelképe, amit még azután is viselt, miután Gowron kancellár kitagadta, és megfosztotta a családjukat minden rangtól és vagyontól, miután Worf megtagadta a csatlakozást a klingon inváziós erőkhöz, akik a kardassziaiak lerohanására készültek. A Domínium-háború előtt Worf szoros kapcsolatot épített ki Martok tábornokkal, miután sikeresen megszöktek dr. Julian Bashirral és Garakkal egy domíniumi fegyenc központból. Ettől kezdve Worf Garaknak lett a tiszteletbeli testvére és nagy becsben tartották a személyét.
A Domínium-háború alatt Worf a Rottaran első tisztje, Martok parancsnoksága alatt szolgál.
Fia, Alexander is a Rottaranon szolgált, miután csatlakozott a klingon védelmi erőkhöz. Szülei halála miatt Worf mély ellenszenvet érez a romulánok ellen.
Miután Gowron kancellár kiközösítette a klingon tanácsból, és birodalomból, testvérének Kurnnak törölték az emlékeit, s egy új egyéniséget kapott, így próbálva őt megmenteni a kiközösítés által rárótt öngyilkossági kötelezettség alól (a klingonoknál a család bűnei generációkról generációkra szállnak, nincs bocsánat). Így Kurn most apja barátjának családjánál él, és úgy tudja, hogy a neve Rodek, s Noggra fia.
A Domínium-háború után Worf lett a Föderáció egyik nagykövete.
Miután megütköztek az időutazó Borggal, a Son'aval és Shinzonnal, majd Picardot admirálissá léptetik elő, a USS Enterprise-E kapitánya lesz, ebben a minőségében viszont egy incidensben megrongálódik vagy megsemmisül az Enterprise-E. Ez után kezd hírszerzői tevékenységet is végezni, mikor értesül róla, hogy az elcseréltek egy csoportja összeesküvést sző a Föderáció ellen, ennek felszámolásában Picard és korábbi tiszttársai is a segítségére vannak.

## Családi kötelékek
Worf igyekezett elkerülni mindenféle szerelmi kapcsolatot az első pár évben, amíg az Enterprise-on szolgált. Guinannek egyszer elmondja, hogy mindezt azért, mert a nem klingon nők túl törékenyek, és csak kárt tenne bennük.
Az Enterpriseon betöltött szolgálata előtt, Worfnak kapcsolata volt egy klingon-ember hibrid nővel: K'Ehleyrrel, aki terhes lett Worftól, és gyereket is szült neki, Alexandert, de ezt titokban tartotta. A második évad során az Enterprise-ra látogat, hogy segítsen egy klingon hajó elfogásában, aminek a személyzete 75 éven át hibernálva volt, s nem tudják, hogy a Föderáció és a Klingon Birodalom már rég békét kötött. Két évvel később K'Ehleyrt megöli Duras, akit viszont majd Worf öl meg.
Miközben párhuzamos világok között utazgat, a "Párhuzamosok" című epizódban, megtapasztalja, hogy ő és Deanna Troi a gerincműtétje után közel kerülnek egymáshoz, és végül össze is házasodnak. Visszatérve a saját világába, Worf és Troi közel kerül egymáshoz, és a Star Trek: Új nemzedék záró részéig többször randevúznak.
Worf és Troi azonban szakítanak, és az Enterprise-D Veridian III-nál történt megsemmisülése után átvezénylik a Deep Space Nine űrállomásra. Itt beleszeret Jadzia Daxba, össze is házasodnak a hatodik évadban, miután a föderációs erők visszafoglalják az űrállomást a Dominiumtól. Alig hogy egy év telt el Worf és Jadzia házassága óta, amikor is a feleségét megtámadják a Pah-Szellemek, amikor Gul Dukat az állomásra kerül, hogy a próféta kristályát elpusztítsa. Julian Bashir még meg tudta menteni a Dax szimbiontát, amit aztán visszaküldtek a Trill világba, hogy kerítsen egy új gazdatestet, de Jadziát nem sikerült megmenteni.
A Dax szimbionta egy új gazdatestbe kerül, akit innentől Ezri Daxnak hívnak. Ő szintén a Deep Space Nine-on szolgált, ami gyakran kellemetlen perceket okozott a két fél számára. A végén úgy döntöttek, hogy csak barátság legyen kettőjük között, és Dax Julian Bashirral alakított ki szorosabb családi köteléket, Worf pedig végül visszakerül a USS Enterprise-E fedélzetére.

## Életének kronológiája
- 2340 (Csillagidő 17940.1): Megszületik a Mogh ház gyermekeként, december 9-én.
- 2346: A kithomeri ütközetnél szülei meghalnak. Worfot egy föderációs személy, Sergey Rozhenko menti meg, és feleségével Helenaval adoptálják. (TNG: "Heart of Glory")
- 2357: A csillagflotta akadémia első klingon hallgatója.
- valamikor 2350 körül: Beleszeret K'Ehleyrbe. (TNG: "The Emissary")
- 2361: Befejezi az akadémiát, zászlósi rangot kap. (TNG: "Conundrum")
- 2364: A USS Enterprise-D-re vezénylik, taktikai tiszt lesz alhadnagyi ranggal. (TNG: "Encounter at Farpoint")
- 2365 (Csillagidő 41986 és 42073.1 között): Hadnagyi rangot kap Natasha Yar halála után (TNG: "Skin of Evil")
- 2366: ő és K'Ehleyr fia, Alexander, megszületik, tudta nélkül.
- 2366: Megtudja, hogy van egy testvére, Kurn (TNG: "Sins of the Father")
- 2366: A klingon birodalom érdekében visszautasítja a kihívást, és kitagadják. (TNG: "Sins of the Father")
- 2367: K'Ehleyr elmondja, hogy van egy fia. (TNG: "Reunion")
- 2367: K'Ehleyr megöli Duras-t worf. (TNG: "Reunion")
- 2367 (Csillagidő 44995):kilép a Csillagflottából, hogy harcoljon a klingon polgárgáborúban (TNG: "Redemption, Part I")
- 2368 (Csillagidő 45020): Gowron visszaállítja Worf becsületét (TNG: "Redemption, Part II")
- 2368 (Csillagidő 45020): visszatér a flottába,  rangja marad (TNG: "Redemption, Part II")
- 2371: előléptetik parancsnokhelyettessé (Star Trek: Generations)
- 2371: Átvezénylik az Enterprise-D pusztulása után. (DS9: "The Way of the Warrior")
- 2372 (Csillagidő 49011.4): Stratégiai tiszt lesz a Deep Space Nineon (DS9: "The Way of the Warrior")
- 2372: "elveszti" Kurnt amikor annak emlékeit megváltoztatják. (DS9: "Sons of Mogh")
- Korai 2370-es évek: A USS Defiant első tisztje.
- 2373 (Csillagidő 50712.5 és 50814.2 között): Belép a  Martok házba (DS9: "Soldiers of the Empire")
- 2374 (Csillagidő 51247.5): elveszi Jadzia Daxot (DS9: "You are Cordially Invited…")
- 2375: Jadziát megölik, a Dax szimbiota életben marad, Worf házassága véget ér. (DS9: "Tears of the Prophets").
- 2375 (nem sokkal Csillagidő 52645.7 után): A Bolygók Egyesült Föderációjának egyik nagykövete (DS9: "What You Leave Behind")
- 2378/2379: Visszatér a USS Enterprise-E-re, mint taktikai tiszt. (Star Trek: Nemesis)
- 2380–2400 között valamikor: A USS Enterprise-E kapitánya, miután Picardot admirálissá léptetik elő.
- 2401: A Csillagflotta titkos műveleti tisztje. (Star Trek: Picard)